# Маликов, Александр Капитонович
Александр Капитонович Маликов (1839, Покровский уезд, Владимирская губерния — 8 марта 1904, Вильна) — русский общественный деятель.

## Биография
Окончил Московский университет в 1863 году, служил судебным следователем Жиздринского уезда в Калужской губернии, затем в Холмском уезде Псковской губернии. 
В мае 1866 года был арестован по делу ишутинцев и в октябре того же года был приговорён к ссылке в Холмогоры. Женой Маликова стала Клавдия Пругавина, сестра Александра Пругавина.  В 1873 году он был переведён в Орёл под надзор полиции, служил там в правлении Орловской железной дороги. В 1874 году Маликов создал в Орле молодежный кружок «богочеловеков», чтобы «переделать человечество пропагандой социальной справедливости» даже среди «сильных мира сего» и убедить их отказаться «от тех привилегий, которые в общественной жизни создают столько зла». Члены кружка Маликова не признавали никаких властей, но были против всякой революционной борьбы, которая, по их мнению, только увеличивала вражду. 
Тем не менее, ряд членов кружка были арестованы, а Маликов в 1875 году эмигрировал в США, где жил в коммуне в Канзасе вместе с Н. В. Чайковским, В. И. Алексеевым, В. Ф. Орловым, Н. Бруевичем, а также с В. Фреем. 
Вернувшись в Россию в 1878 году, Маликов жил в Екатеринбурге и в Перми, где служил на железной дороге. Из под надзора полиции его освободили в 1880 году.
Маликов познакомился с Львом Толстым через В. И. Алексеева, бывшего учителем детей Толстого. Толстой нередко называл впоследствии Маликова своим учителем.
Маликов в 1898 году опубликовал в журнале «Русское богатство» очерк «На задворках фабрики».